# Pericú

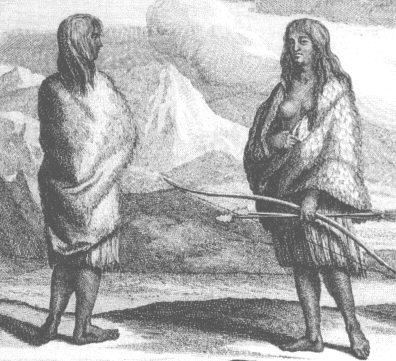
Californische vrouwen, waarschijnlijk Pericú, 1726

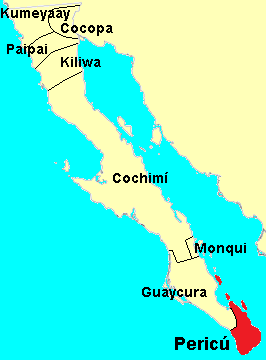
Kaart met het leefgebied van de Pericú

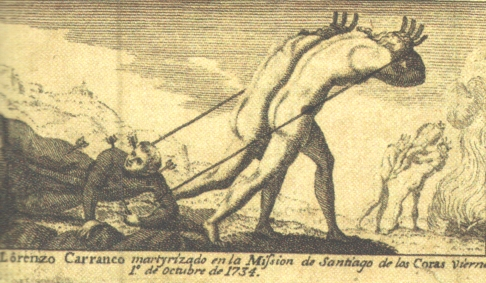
Martelaarschap van de jezuïet Lorenzo Carranco, aan het begin van de Pericú-opstand in Santiago de los Coras de Añiñí, 1 oktober 1734.

De Pericú (Cora, Edu) waren indianen, de inheemse bewoners van het huidige Los Cabos, het zuidelijkste deel van de Mexicaanse deelstaat Baja California Sur. Ze zijn sinds eind 18e eeuw linguïstisch en cultureel uitgestorven.

## Prehistorie
Het archeologische verslag van het Pericú-gebied gaat ten minste terug tot het vroege Holoceen, ca. 10.000 jaar geleden, en misschien tot het late Pleistoceen.
De kenmerkende hyperdolichocephalische (langhoofdige) schedels, gevonden in begraafplaatsen in de regio Los Cabos, hebben sommige onderzoekers doen veronderstellen dat de voorouders van de Pericú ofwel trans-Pacifische immigranten waren, dan wel de overblijvers van enige vroegste kolonisten van de Nieuwe Wereld.
Er werd met name gewezen op het kenmerkende Las Palmas-grafcomplex, met herbegravingen, beschilderd met rode oker en geplaatst in grotten of abri's.
Het gebruik van de atlatl en dart, naast pijl en boog, dat werd voortgezet tot in de 17e eeuw, lang nadat ze merendeels waren vervangen in Noord-Amerika, was een reden voor een buitengewone mate van isolement in zuidelijk Baja California.
Harumi Fujita (2006) heeft de veranderende patronen gevolgd in de visserij en vestigingen tijdens de prehistorie van de regio Los Cabos. Volgens Fujita verschenen er na ca. 1000 n.Chr. vier grote centra van socio-economisch en ceremonieel belang: bij Cabo San Lucas, Cabo Pulmo, La Paz en op Isla Espíritu Santo.

## Geschiedenis

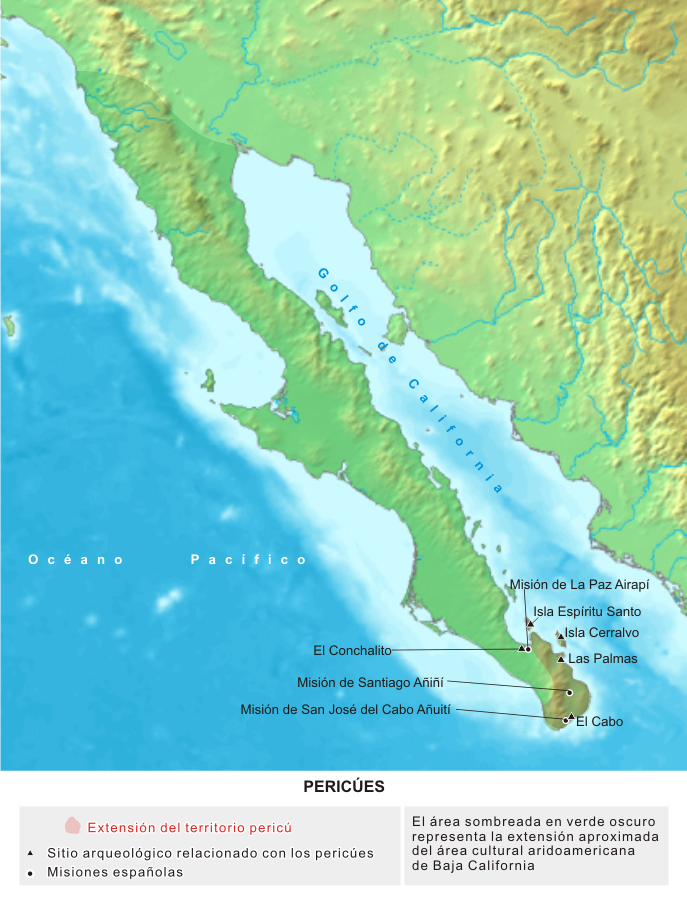
Missieposten onder de Pericú

Europees contact met de Pericú begon in de jaren 1530.
De jezuïeten vestigden hun eerste permanente missieposten in Baja California in Loreto in 1697, maar pas meer dan twee decennia later trokken ze Los Cabos binnen. Missieposten werden gevestigd in La Paz (1720), Santiago (1724) en San José del Cabo (1730). Er volgde een dramatische ommekeer in 1734 toen de Pericú-opstand begon. Twee missionarissen werden vermoord en twee jaar lang werd de jezuïtische controle over Los Cabos onderbroken. De Pericú leden evenwel de zwaarste verliezen, met slachtoffers door de strijd naast de verwoestende gevolgen van uit de Oude Wereld meegebrachte ziekten. Tegen de tijd dat de Spaanse kroon de jezuïeten uit Baja California verbanden in 1768, lijken de Pericú cultureel te zijn uitgestorven, al is het mogelijk dat sommige genen het hebben overleefd in de plaatselijke bevolking van gemengde afkomst.